# Skjulsta

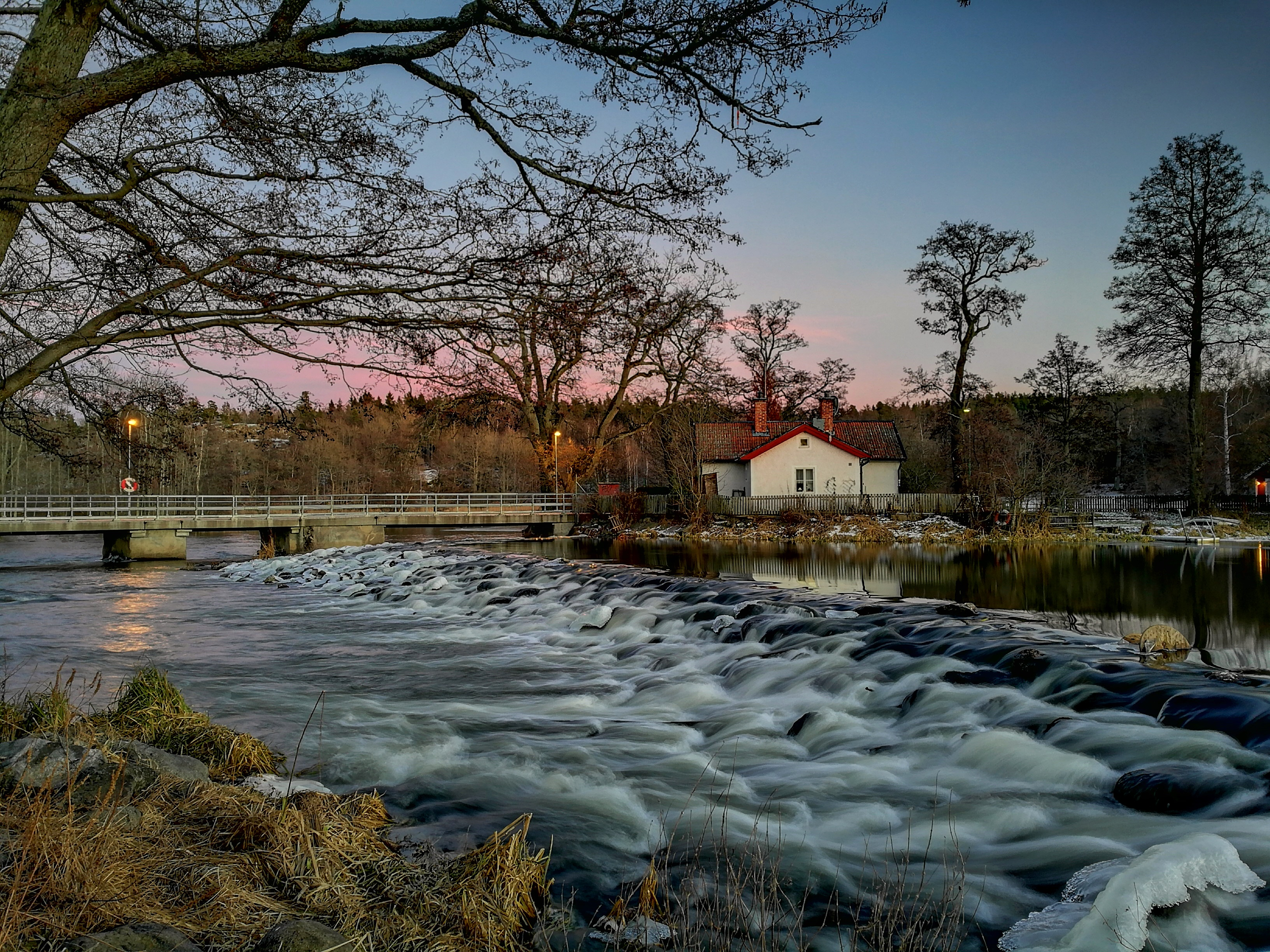
Skjulsta kvarn på Skjulsta holme

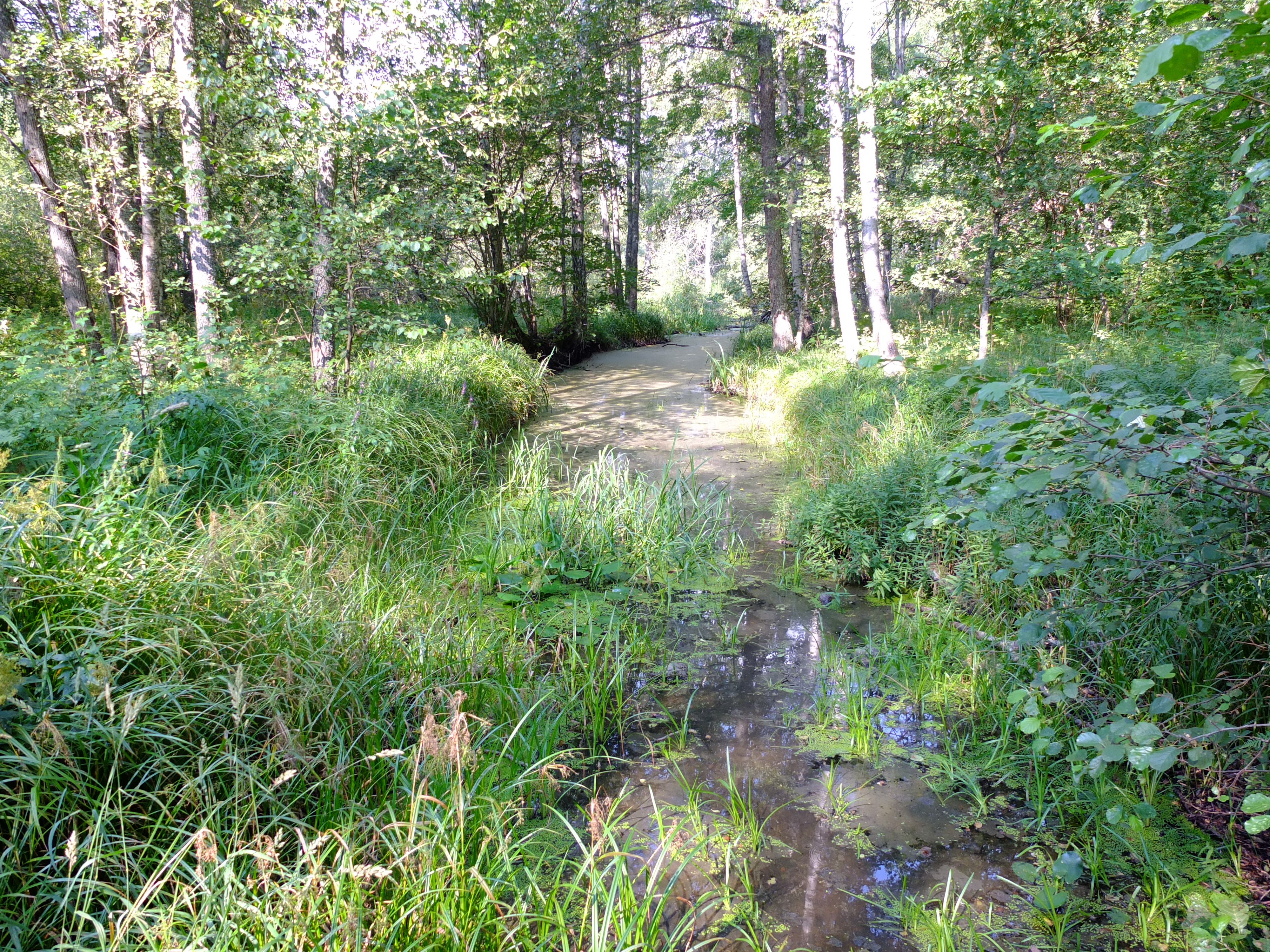
Karl IX:s kanal vid Skjulsta

Skjulsta är området närmast Skjulstaforsen i Hyndevadsån i Eskilstuna kommun. Öster om ån finns Vilsta naturreservat med lövskog, stora ekar och öppna ängsytor.
Hyndevadsån har forsar vid Skjulsta, som bland annat har utnyttjats för kvarndrift. En kvarnstuga finns kvar på Skjulsta holme, där det också finns en byggnad som används som kafé.
Öster om ån finns rester av en grävd kanal förbi forsområdet, vilken är en del av Karl IX:s kanal som blev klar omkring 1610.
Vid Hyndevadsån finns en av Eskilstuna kommuns offentliga badplatser, Skjulsta badplats.
Öster om Hyndevadsån finns två fornborgar nära ån. Söder om Skjulsta ligger Uvbergets fornborg och strax norr om ligger Skjulstabergets fornborg. Några hundra meter från Skjulstaberget finns ett inhägnat gruvhål från en silvergruva från slutet av 1600-talet. Gruvan finns markerad på en karta från 1680-talet. Gruvan låg under Vilsta herrgård, men var fattig på malm.